# Arnfirðingar
Arnfirðingar (Arnfirdhingar) fue un clan familiar de Arnarfjörður, Vestfirðir, en la costa occidental de Islandia que adquirieron cierta relevancia entre los siglos XI y XII. Se sabe por las sagas nórdicas que una de sus fuentes principales de riqueza era la caza de ballenas, una actividad que solían desarrollar hacia otoño. Los Arnfirðingar estaban vinculados a los Seldælir, clan que tuvo su goðorð (dominio) en Arnarfjörður y Dýrafirði.